# Mats Larsson
Ål Mats Arne Larsson  (* 20. März 1980 in Järna) ist ein ehemaliger schwedischer Skilangläufer.

## Werdegang
Mats Larsson stammt aus einer Skilanglauffamilie. Sein Vater Gunnar „Hulån“ Larsson gewann bei den Olympischen Winterspielen 1968 in Grenoble die Bronzemedaille über die 15 Kilometer und die Silbermedaille mit der Staffel. Wie auch seine Geschwister Carina und Tommy wurde er in jungen Jahren von seiner Mutter Karin und seinem Vater Gunnar trainiert.
Am 27. November 1999 startete Larsson im schwedischen Kiruna in der nationalen Gruppe erstmals bei einem Weltcupwettbewerb. Er belegte den 50. Platz bei einem Starterfeld von 83 Athleten. Bei den Juniorenweltmeisterschaften 2000 in Štrbské Pleso verpasste er über die 10 Kilometer Freistil beim Sieg des Deutschen Ron Spanuth als Vierter knapp das Podium, wurde aber mit der schwedischen Staffel über 4 × 10 Kilometer Vizeweltmeister. Ab der Saison 2001/02 war Larsson ständiges Mitglied in der schwedischen Weltcupmannschaft. Es gelang ihm aber erst am 21. Dezember 2002 in Ramsau seine ersten Weltcuppunkte zu erkämpfen. Mit Platz zehn im Verfolgungswettbewerb übertraf er seine bis dahin erreichten Leistungen deutlich.
In den darauffolgenden Jahren konnte der in Östersund lebende Larsson seine Leistungen vor allem in Sprintwettbewerben weiter steigern. So qualifizierte er sich mit Platz vier im Sprint in Reit im Winkl kurz vor der Nordischen Skiweltmeisterschaften 2005 für die schwedische Nationalmannschaft und startete bei der Weltmeisterschaft in Oberstdorf. Dort erreichte er beim Sprint, der in der klassischen Technik ausgetragen wurde, das B-Finale und belegte im Endresultat den sechsten Platz. Mit der schwedischen Staffel wurde er Siebenter. Dieses Resultat konnte die schwedische Mannschaft bei den Olympischen Winterspielen 2006 in Turin deutlich verbessern. Larsson, der als Startläufer der Staffel an den Start ging, gewann mit der schwedischen Mannschaft die Bronzemedaille und somit seine erste internationale Medaille.
In der Saison 2006/07 gelang Larsson, der durch den Mentaltrainer Rune Gustafsson unterstützt wird, endgültig der Durchbruch in die Weltspitze. Bei den Nordischen Skiweltmeisterschaften 2007 im japanischen Sapporo erreichte er den Finaldurchgang des Sprintwettbewerbs und erkämpfte hinter Jens Arne Svartedal die Silbermedaille. Des Weiteren gelang es ihm zweimal eine Podiumsplatzierung im Weltcup zu erreichen. In der Gesamtwertung des Sprintweltcups belegte er am Ende der Saison den elften Platz. Auch in der Saison 2007/08 konnte Larsson weitere Top-Ten-Platzierungen verbuchen. So wurde er unter anderem Dritter beim Sprint in Kuusamo, Fünfter im Prolog der Tour de Ski und erreichte beim Distanzrennen der Tour de Ski über 15 Kilometer klassisch den vierten Platz. Zum Ende der Saison ließen seine Leistungen allerdings nach, so dass er im Gesamtweltcup das Ergebnis des Vorjahres nicht verbessern konnte.
In der Saison 2008/09 ließen seine Leistungen weiter nach, so dass er nach kurzer Zeit den Weltcup-Kader verließ und wieder bei FIS-Rennen an den Start ging. Bei den Schwedischen Meisterschaften 2009 in Sundsvall sicherte er sich seinen ersten und einzigen nationalen Titel im Sprint. Kurz darauf startete er bei der Nordischen Skiweltmeisterschaft 2009 in Liberec im Teamsprint und lief gemeinsam mit Emil Jönsson auf Rang sechs.
Im Weltcup konnte er auch in den folgenden zwei Jahren keinen Fuß mehr fassen. Nach der Saison 2010/11 beendete er seine aktive Skilanglauf-Karriere. Zuvor hatte er bei den Schwedischen Meisterschaften 2010 in Piteå noch einmal Silber im Sprint gewonnen.

## Erfolge

### Weltcupsiege im Team
| Nr. | Datum             | Ort       | Disziplin           |
| --- | ----------------- | --------- | ------------------- |
| 1.  | 21. November 2010 | Gällivare | 4 × 10 km Staffel 1 |

### Siege bei Continental-Cup-Rennen
| Nr. | Datum           | Ort           | Disziplin            | Serie           |
| --- | --------------- | ------------- | -------------------- | --------------- |
| 1.  | 7. Februar 2002 | Val di Fiemme | 2 × 7,5 km Skiathlon | Continental Cup |

## Weltcup-Statistik
Die Tabelle zeigt die erreichten Platzierungen im Einzelnen.
- 1.–3. Platz: Anzahl der Podiumsplatzierungen
- Top 10: Anzahl der Platzierungen unter den ersten zehn
- Punkteränge: Anzahl der Platzierungen innerhalb der Punkteränge
- Starts: Anzahl gelaufener Rennen in der jeweiligen Disziplin
- Hinweis: Bei den Distanzrennen erfolgt die Einordnung gemäß FIS.

| Platzierung         | Distanzrennen a | Distanzrennen a | Distanzrennen a | Distanzrennen a | Distanzrennen a | Skiathlon Verfolgung | Sprint | Etappen- rennen b | Gesamt | Team c | Team c  |
| Platzierung         | ≤ 5 km          | ≤ 10 km         | ≤ 15 km         | ≤ 30 km         | > 30 km         | Skiathlon Verfolgung | Sprint | Etappen- rennen b | Gesamt | Sprint | Staffel |
| ------------------- | --------------- | --------------- | --------------- | --------------- | --------------- | -------------------- | ------ | ----------------- | ------ | ------ | ------- |
| 1. Platz            |                 |                 |                 |                 |                 |                      |        |                   |        |        | 1       |
| 2. Platz            | 1               |                 |                 |                 |                 |                      | 1      |                   | 2      | 3      |         |
| 3. Platz            |                 |                 |                 |                 |                 |                      | 2      |                   | 2      | 1      | 3       |
| Top 10              | 2               |                 | 3               |                 |                 | 1                    | 12     |                   | 18     | 4      | 12      |
| Punkteränge         | 2               |                 | 13              | 1               | 1               | 8                    | 25     | 2                 | 52     | 4      | 16      |
| Starts              | 3               | 5               | 24              | 5               | 1               | 16                   | 31     | 3                 | 88     | 4      | 16      |
| Stand: Karriereende |                 |                 |                 |                 |                 |                      |        |                   |        |        |         |